# Жан-Батист Ламарк
Жан-Батист Пиер Антоан дьо Моне, шевалие дьо Ламарк (на френски: Jean-Baptiste Pierre Antoine de Monet, chevalier de Lamarck), често наричан само Ламарк, е френски военен, естествоизпитател, академик и един от ранните привърженици на идеята, че еволюцията настъпва и продължава в съответствие с природни закони.

## Биография
Роден е на 1 август 1744 година в село Базантен льо Пети, Северна Франция, в обедняло дворянско семейство, потомствени военни. Той е най-малкият от единадесетте деца. Шестнадесетгодишен участва в Седемгодишната война (1756 – 1763) с Прусия. За проявена храброст е произведен в офицерско звание на самото бойно поле. По време на гарнизонна служба в Монако проявява интерес към естествената история и решава да учи медицина. През 1766 г., след получена травма, се уволнява от армията. Двадесет и две годишен записва медицина, но после я изоставя.
Ламарк има по-голямо влечение към ботаниката и след няколко години става експерт в областта. Една година след като публикува тритомника „Flora française“ („Френска флора“) е удостоен с членство във Френската академия на науките (1779 г.). Работи в националната ботаническа градина ’’Jardin des Plantes’’ и през 1788 г. е назначен за куратор на хербария. През 1789 г. започва Френската революция, която той приветства. През 1793 г. ботаническата градина е реорганизирана и е основан Националният природонаучен музей (Muséum national d'Histoire naturelle). В него Ламарк е назначен за професор по зоология на безгръбначните. През 1815 – 1822 издава седем тома на „Histoire naturelle des animaux sans vertèbres“ („Естествена история на безгръбначните“). Към края на живота си Ламарк постепенно ослепява. След смъртта му семейството, изпаднало в крайна нужда, разпродава вещите от къщата, неговите книги, колекции и ръкописи. Гробът на Ламарк не е известен.

## Научна дейност
През 1801 г. публикува „Système des animaux sans vertèbres“ („Систематика на безгръбначните животни“) – основополагащ труд за класификацията на безгръбначните – термин, който той създава. В публикация от 1802 г. той става един от първите, които използват термина биология в съвременния му смисъл. Ламарк продължава да работи като основен авторитет по зоология на безгръбначните.
През 1809 г. на шестдесет и пет годишна възраст Ламарк публикува „Philosophie zoologique“ („Философия на зоологията“). Този труд му носи най-голяма слава, но едва след неговата смърт. В него Ламарк най-пълно излага своите идеи за еволюцията на организмите. Докато Ламарк е жив, идеите му са критикувани, пренебрегвани, дори осмивани. Негов главен противник е бил знаменитият зоолог Жорж Кювие, убеден, че видовете са неизменни.
За разлика от повечето свои съвременници Ламарк смята, че организмите с времето се променят съгласно законите на природата, а не по божествена намеса. Според него две са движещите сили на промяната: едната е стремежът към усложняване, а другата – постоянното приспособяване към околната среда.
Ламарк разглежда типовете животни и според все по-нарастващата им сложност ги подрежда в стълба. На най-долното стъпало са едноклетъчните инфузории, следват мешестите, червеите, насекомите и така до бозайниците и човека. Ламарк приема, че всички организми имат присъщ вътрешен стремеж към усложняване и усъвършенстване. По силата на този свой стремеж те се изкачват все по-високо по стълбата на прогреса. Не се наблюдава изчезване или появяване на нови видове. Видовете просто преминават едни в други (трансмутация на видовете) и стават все по-сложни и съвършени. С течение на времето законът за прогресивното развитие би оставил долните стъпала на стълбата празни. Това обаче не се наблюдава. Съществуването в съвременната епоха и на най-простите форми Ламарк обяснява с тяхното произволно самозараждане, което продължава и до днес.
Другата движеща сила на промяната е приспособяването към околната среда. Според Ламарк това става по следния начин. Изменената среда води до промяна на нуждите на животните и съответно – на тяхното поведение. Промененото поведение води до засилена или намалена употреба на някои от органите. Употребата или неупотребата на органите води до уголемяването или смаляването им. Ламарк нарича това „Първи закон“. Измененията в органите, предизвикани от променената им употреба, се наследяват. Това е „Вторият закон“ на Ламарк. В резултат животните се видоизменят. Един от примерите, които дава Ламарк, е промяната в анатомията на Жирафовите. Поколение след поколение те са се старали да достигат до листата по високите клонки на дърветата и така шиите им стават дълги. Къртицата е полусляпа, поради продължителната неупотреба на органа; живеейки в условия, където не са нужни очи, тя губи зрение.
Описаният механизъм на промяна на видовете е различен от предложения от Чарлз Дарвин, който отхвърля съществуването на „стремеж“ към усложняване и въвежда идеята за естествения отбор като първопричина за приспособяването.
Някои от представите на Ламарк още в деветнадесети век се оказват погрешни. Така идеята за самозараждане е изоставена след опитите на Луи Пастьор.
Днес името на Ламарк се свързва преди всичко с теорията за наследяването на придобитите белези, наречена още „Ламаркизъм“. Тази негова идея е отражение на битуващите народни вярвания, приемана и от широк кръг природоизпитатели. Обаче опитите на Август Вайсман (1834 – 1914) и на редица други биолози показват, че наследяването на белези, придобити по време на индивидуалния живот, като явление не се наблюдава.
Приносът на Ламарк към еволюционната теория се състои в изграждането на първата истински последователна теория на еволюцията, според която вътрешна сила тласка развитието на организмите от по-просто към по-сложно. Същевременно те се адаптират към околната среда съобразно употребата или неупотребата на своите органи. Така се появяват и изчезват белези, разграничаващи организмите едни от други.